# Campeonato Europeu de Futebol de 2032
O Campeonato Europeu de Futebol de 2032, comumente referido como UEFA Euro 2032 ou simplesmente Euro 2032, será o 19º Campeonato Europeu da UEFA, o campeonato internacional quadrienal de futebol organizado pela UEFA para as seleções nacionais masculinas seniores de suas federações-membro. Itália e Turquia sediarão o torneio, que está programado para acontecer entre junho e julho de 2032. 
Será a quarta vez que as partidas do Campeonato Europeu serão disputadas na Itália, que anteriormente sediou os torneios de 1968 e 1980, bem como as partidas do torneio de 2020 em Roma, ao mesmo tempo que será a primeira vez que as partidas serão realizadas na Turquia.

## Processo de licitação
Em 28 de abril de 2022, a UEFA anunciou que três candidaturas, Itália, Turquia e Rússia (que mais tarde foi considerada inelegível), anunciaram as suas intenções de acolher o torneio. 
Em 4 de outubro de 2023, a Turquia retirou-se oficialmente da candidatura para o torneio de 2028, a fim de se concentrar em uma candidatura conjunta com a Itália para o Euro 2032.  Sem oposição em sua candidatura, as duas nações foram anunciadas como anfitriãs do Euro 2032 em 10 de outubro de 2023, em Nyon, Suíça. 

## Qualificação
Como anfitriões, Itália e Turquia se classificaram automaticamente para o torneio. As vagas restantes serão determinadas por um torneio classificatório.

### Equipes qualificadas
Em negrito estão as edições em que a seleção foi campeã em em itálico estão as edições em que a seleção foi anfitriã.
| País    | Método de qualificação | Data de qualificação  | Participações                                                                    |
| ------- | ---------------------- | --------------------- | -------------------------------------------------------------------------------- |
| Itália  | Anfitriã               | 10 de outubro de 2023 | Pelo menos 11 (1968, 1980, 1988, 1996, 2000, 2004, 2008, 2012, 2016, 2020, 2024) |
| Turquia | Anfitriã               | 10 de outubro de 2023 | Pelo menos 06 (1996, 2000, 2008, 2016, 2020, 2024)                               |

## Locais potenciais
Em 12 de abril de 2023, tanto a Federação Italiana de Futebol quanto a Federação Turca de Futebol apresentaram suas listas de 10 locais propostos, quando eram propostas separadas.  Como a candidatura passou a ser conjunta, cada país selecionará cinco estádios para a fase final.
| Milão                                                                                          | Roma                                                                                           | Nápoles                                                                                           | Bari                                                                                              | Florença                                                                                          |
| ---------------------------------------------------------------------------------------------- | ---------------------------------------------------------------------------------------------- | ------------------------------------------------------------------------------------------------- | ------------------------------------------------------------------------------------------------- | ------------------------------------------------------------------------------------------------- |
| San Siro                                                                                       | Stadio Olimpico                                                                                | Estádio Diego Armando Maradona                                                                    | Stadio San Nicola                                                                                 | Stadio Artemio Franchi                                                                            |
| Capacity: 75,817                                                                               | Capacity: 70,634                                                                               | Capacity: 54,726 (a ser reformado)                                                                | Capacity: 58,270 (a ser reformado)                                                                | Capacity: 43,147 (a ser reformado)                                                                |
|                                                                                                |                                                                                                |                                                                                                   |                                                                                                   |                                                                                                   |
| Turim                                                                                          | Verona                                                                                         | Bolonha                                                                                           | Génova                                                                                            | Cagliari                                                                                          |
| Juventus Stadium                                                                               | Stadio Marcantonio Bentegodi                                                                   | Stadio Renato Dall'Ara                                                                            | Stadio Luigi Ferraris                                                                             | Unipol Stadium                                                                                    |
| Capacity: 41,507                                                                               | Capacity: 39,371 (a ser reformado)                                                             | Capacity: 36,205 (a ser reformado)                                                                | Capacity: 38,279 (a ser reformado)                                                                | Capacity: 30,000 (novo estádio)                                                                   |
|                                                                                                |                                                                                                |                                                                                                   |                                                                                                   |                                                                                                   |
| Milan Turin Verona Genoa Bologna Florence Rome Naples Bari CagliariMapa dos estádios da Itália | Milan Turin Verona Genoa Bologna Florence Rome Naples Bari CagliariMapa dos estádios da Itália | Ancara Antália Bursa Esquixequir Gaziantepe Istanbul Cônia TrebizondaMapa dos estádios da Turquia | Ancara Antália Bursa Esquixequir Gaziantepe Istanbul Cônia TrebizondaMapa dos estádios da Turquia | Ancara Antália Bursa Esquixequir Gaziantepe Istanbul Cônia TrebizondaMapa dos estádios da Turquia |
| Istambul                                                                                       | Istambul                                                                                       | Istambul                                                                                          | Bursa                                                                                             | Ancara                                                                                            |
| Estádio Olímpico Atatürk                                                                       | Complexo Esportivo Ali Sami Yen                                                                | Estádio Şükrü Saraçoğlu                                                                           | Estádio Municipal Metropolitano de Bursa                                                          | New Ankara 19 Mayıs Stadium                                                                       |
| Capacity: 74,753                                                                               | Capacity: 53,611                                                                               | Capacity: 50,530                                                                                  | Capacity: 43,331                                                                                  | Capacity: 45,000 (novo estádio)                                                                   |
|                                                                                                |                                                                                                |                                                                                                   |                                                                                                   |                                                                                                   |
| Cônia                                                                                          | Trebizonda                                                                                     | Antália                                                                                           | Gaziantepe                                                                                        | Esquixequir                                                                                       |
| Estádio Municipal Metropolitano de Cônia                                                       | Estádio Şenol Güneş                                                                            | Estádio de Antália                                                                                | Estádio de Gaziantepe                                                                             | Novo Estádio Atatürk de Esquixequir                                                               |
| Capacity: 42,000                                                                               | Capacity: 40,782                                                                               | Capacity: 32,537                                                                                  | Capacity: 33,502                                                                                  | Capacity: 32,500                                                                                  |
|                                                                                                |                                                                                                |                                                                                                   |                                                                                                   |                                                                                                   |